# Зеленцовская улица
Зеленцовская улица — улица в южной части города Ярославля, в посёлке Толчково. Лежит между 2-й Закоторосльной набережной и 2-й Бутырской улицей. Продолжением Зеленцовской улицы является Парковый проезд, пролегающий через Петропавловский парк.

## История
Улица сформировалась не позже начала XVII века и была крайней западной улицей Толчковской слободы. В XVII веке на улице имелись 2 каменных дома, сохранившиеся до нашего времени, остальная застройка была деревянной. При перепланировке Толчковской слободы по регулярному плану улица осталась на прежнем месте и была лишь немного выпрямлена.
Название улица Зеленцова упоминается в документах с 1810 года и связано с находившимся на этой улице домовладением Зеленцова.
В 1802 году на Зеленцовской улице был построен единоверческий молитвенный дом. В 1848 году на его месте соорудили деревянную церковь во имя Успения Пресвятой Богородицы, а в 1869 году — каменную. В 1980‑х годах храм был разрушен советскими властями.

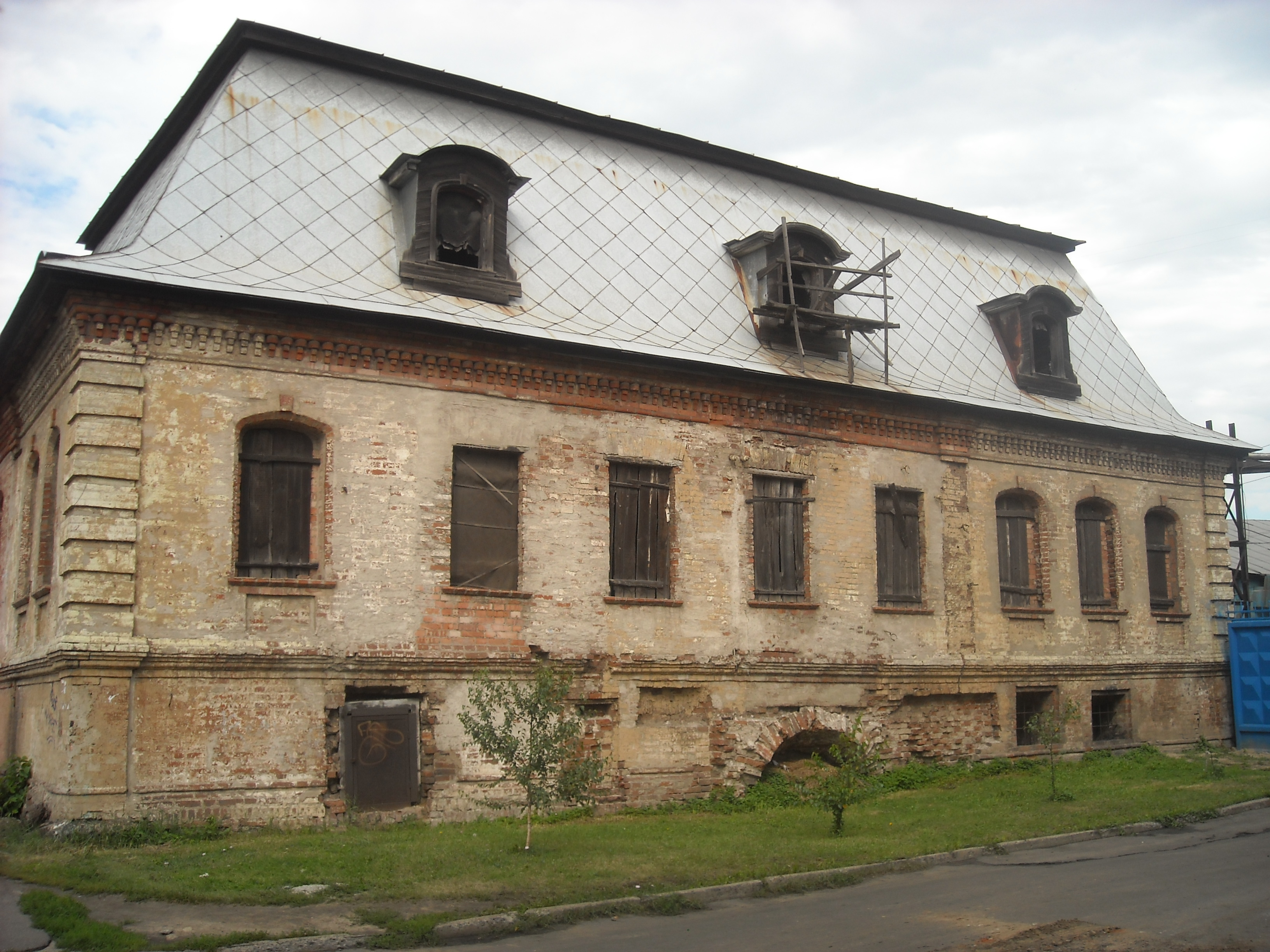
Бывший дом Петеревского

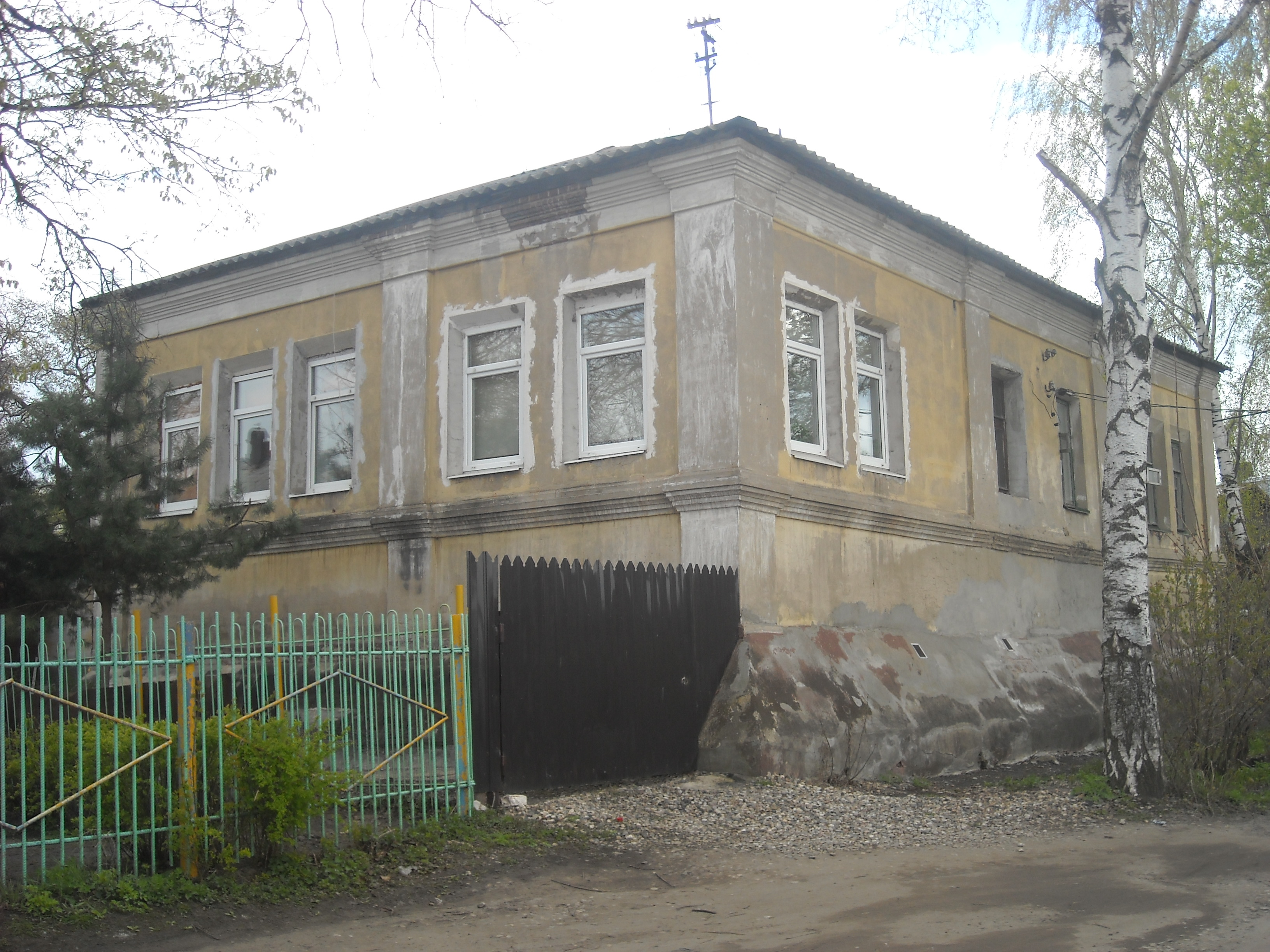
Бывший дом Корытова

## Здания и сооружения
- № 7 — Бывший дом Корытова, построенный XVII веке[4]
- № 15 — Бывший дом Петеревского, сооруженный в конце XVII — начале XVIII века[5]